# Макомако (рід)
Макомако (Anthornis) — рід горобцеподібних птахів родини медолюбових (Meliphagidae). Містить 2 види. Один вид поширений в Новій Зеландії, другий був поширеним на островах Чатем, але вимер на початку XX століття.

## Види
- Макомако (Anthornis melanura)
- †Макомако чатемський (Anthornis melanocephala)[2]